# Yamaranguila
Yamaranguila é uma cidade hondurenha do departamento de Intibucá.